# Station Ski
Station Ski is een spoorwegstation in  Ski in fylke Akershus in Noorwegen. Het station, uit 1879, ligt aan Østfoldbanen.  Bij Ski splitst de lijn zich in een  westelijke en een oostelijke tak. 
Ski werd geopend in 1879. Het voormalige stationsgebouw dateert uit 1989. Vanwege de aanleg van de nieuwe lijn vanaf Oslo in 2022, de Follobanen, is het station verder uitgebreid.